# 右玉戰法
右玉是將棋相居飛車戰法之一。雖然屬於居飛車戰型，卻把玉将也放置在右邊。

## 概要
對手下出居飛車時，把玉將圍在左翼固然可以正面防守對方的攻擊，但把玉將放在右翼可以遠離戰場，弱化對手攻撃效果。上圖「右玉他例」在左翼構築矢倉狀的圍玉，讓對手以為玉將也會往左翼移動，而攻擊矢倉，而右玉逆用對手的先見避開攻擊。
| 右玉 | 矢倉右玉（無責任矢倉） |

乍看之下，右玉雖然違反了「玉飛不接近」的格言，然而自陣無打入空隙，攻擊也不會因為玉將奇怪的位置受阻，其實是非常均衡的陣型。當對手從左翼攻來，則有4五步、2四步等以飛車、角行、桂馬反擊對手玉頭的手段。看情況也可以將飛車振至左翼，對付對手的攻擊。糸谷哲郎則以右玉對付問候中飛車：以玉將串聯守衛中央，再把飛車振至左翼攻擊對方玉頭。
右玉對策包含佯動振飛車、地下鐵飛車，以及阿久津主税從菊水矢倉轉換成銀冠的戰法。